# Hoekige krab
De hoekige krab (Goneplax rhomboides) is een krabbensoort uit de familie Goneplacidae. De wetenschappelijke naam van de soort is gepubliceerd in 1758 door Linnaeus in de tiende editie van Systema naturae.

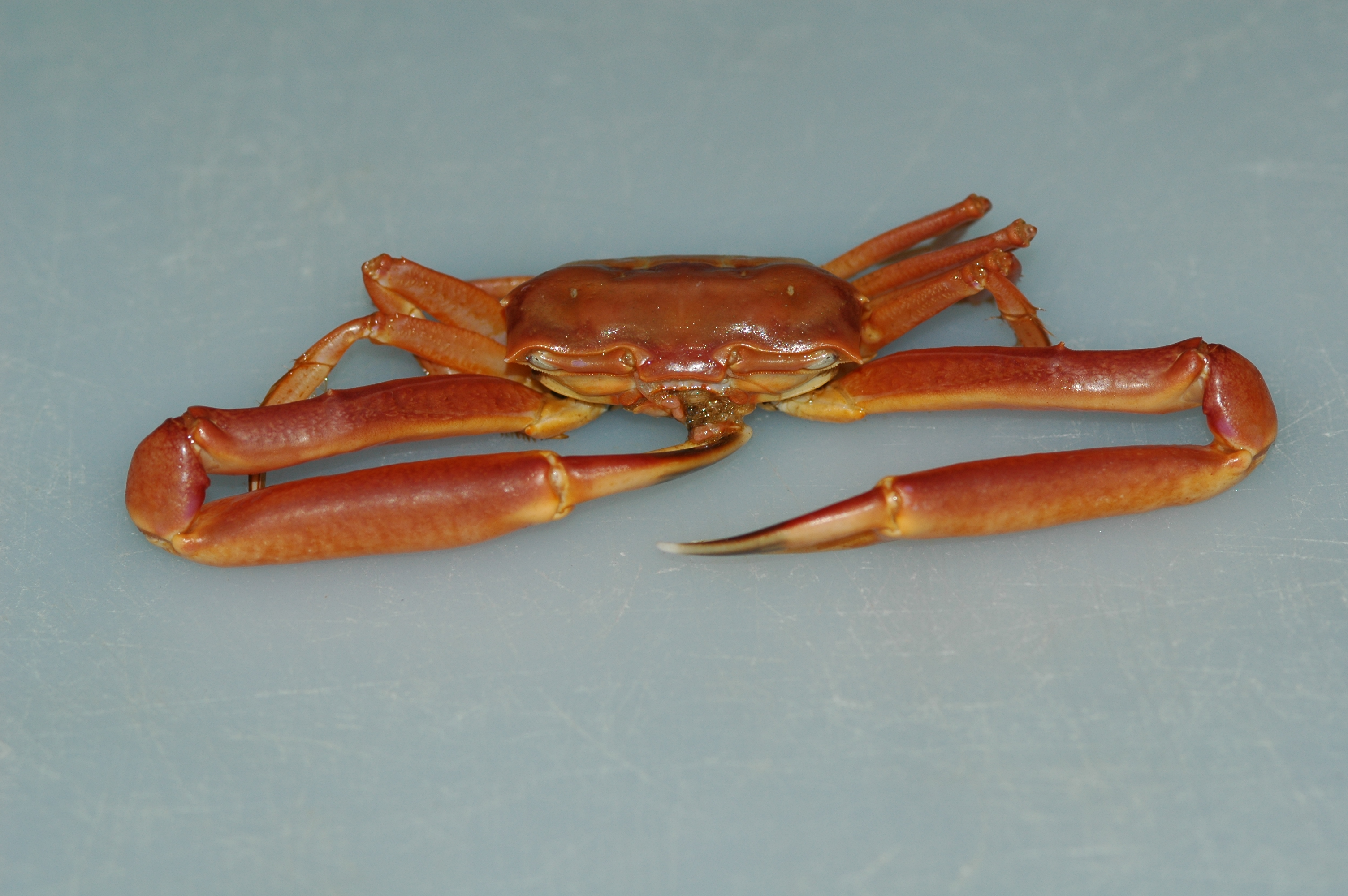